# Simulium orbitale
Simulium orbitale är en tvåvingeart som beskrevs av Lutz 1910. Simulium orbitale ingår i släktet Simulium och familjen knott. Inga underarter finns listade i Catalogue of Life.